# Nat Lofthouse
Nathaniel Lofthouse (ur. 27 sierpnia 1925 w Bolton, zm. 15 stycznia 2011 tamże) – angielski piłkarz, środkowy napastnik.
Całą karierę spędził w Bolton Wanderers. Zawodnikiem tego klubu został w wieku 14 lat, pierwszy raz w pierwszej drużynie zagrał w 1941. Profesjonalny kontrakt podpisał w 1946. W lidze strzelił 255 bramek (w 452 spotkaniach), 30 kolejnych zdobył w krajowych pucharach. W 1953 został wybrany piłkarzem roku w plebiscycie dziennikarzy, w 1956 został królem strzelców pierwszej – najwyższej – ligi. Największy klubowy sukces odniósł w 1958, kiedy to Bolton sięgnął po Puchar Anglii.
W reprezentacji Anglii w latach 1946–1958 zagrał 33 razy i strzelił 30 goli. Debiutował 22 listopada 1950 w meczu z Jugosławią i w swym pierwszym meczu strzelił dwie bramki. Brał udział w mistrzostwach świata w 1954 i w dwóch meczach strzelił trzy bramki, jednak Anglia odpadła z turnieju po przegranym ćwierćfinale z Urugwajem. Ostatni raz w kadrze zagrał jesienią 1958.
Po zakończeniu kariery sportowej nadal pracował w klubie. Był trenerem, szefem szkoleniowców, pełnił różne funkcje administracyjne. W 1986 został prezydentem klubu. Jedna z trybun Reebok Stadium nosi jego imię.